# Отец (фильм, 2020)
«Отец» (англ. The Father) — психологическая драма Флориана Зеллера. Главные роли в нём исполнили Энтони Хопкинс и Оливия Колман. На 93-й церемонии вручения премии «Оскар» Хопкинс был удостоен награды за лучшую мужскую роль, а фильм — за лучший адаптированный сценарий.
Лента получила шесть номинаций на 93-й церемонии вручения премии «Оскар», включая категории «Лучший фильм» и «Лучшая актриса второго плана» (Колман), выиграв премии «Лучший актёр» (Хопкинс) и «Лучший адаптированный сценарий» (Флориан Зеллер, Кристофер Хэмптон). На 78-й церемонии вручения премий «Золотой глобус» картина получила номинации в четырёх категориях, включая «Лучший драматический фильм». На 74-й церемонии вручения наград Британской академии «BAFTA» картина получила шесть номинаций и одержала победу в категориях «Лучший актёр» и «Лучший адаптированный сценарий» для Хопкинса и Зеллера / Хэмптона соответственно. Кроме того, Хопкинс и Колман получили персональные номинации в вышеупомянутых актёрских категориях на 27-й церемонии вручения наград Американской Гильдии киноактёров.

## Сюжет
Энн приходит в гости к своему пожилому отцу, Энтони, и ругает его за то, что он выгнал из своей квартиры очередную сиделку. Энтони страдает деменцией, в частности постоянно забывает важные события и теряет вещи. Например, у него периодически сиделки «воруют» его наручные часы, к которым он очень привязан, из-за чего он регулярно их выгоняет.
Мы видим происходящее глазами Энтони, который считает, что он рационален, умён, не сошёл с ума и способен сам о себе позаботиться, не осознавая опасности положения, в котором оказался. Он считает, что дочь хочет сдать его в дом престарелых, чтобы завладеть его квартирой. Однажды, в запале ссоры, он обещает пережить дочь и на её похоронах рассказать всем, какой нечуткой и неблагодарной она была.
Энн сообщает Энтони, что она уезжает из Лондона в Париж к своему возлюбленному, что удивляет Энтони, так как он не помнит, чтобы у его дочери были любовные связи с тех пор, как она развелась с Джеймсом. Энн с горечью говорит, что, если он будет продолжать отказываться от сиделок, ей придётся отправить его в дом престарелых, и уходит.
На следующий день Энтони встречает в квартире неизвестного ему мужчину, который представляется Полом. Он утверждает, что является мужем Энн и живёт в этой квартире вместе с Энтони и Энн уже 10 лет. Энн вскоре должна вернуться из магазина. Однако из магазина вместо Энн возвращается совершенно незнакомая женщина, которая уверяет, что она и есть Энн. Когда Энтони спрашивает про Пола, оказывается, что никакого Пола не существует. Энтони сильно напуган и смущён происходящими событиями.
Энн приглашает ещё одну сиделку, Лору, которую Энтони сначала очаровывает своей эксцентричностью, периодически рассказывая, что он то чечёточник, то артист цирка, хотя всю жизнь проработал инженером. Энтони также говорит ей, что она напоминает ему его вторую дочь, Люси, которую любит больше первой и которая почему-то давно с ним не виделась. Встреча заканчивается тем, что Энтони совершенно без повода грубит.
Энн приводит Энтони к доктору и говорит ей, что у отца проблемы с памятью, которые он сам отрицает. Позже Энтони сообщает Лоре, что он очень гордится своей дочерью Люси. В ответ она высказывает сожаления о произошедшей с Люси аварии, а Энтони не понимает, о чём она говорит. Постепенно становится понятно, что Энтони давно живёт не в своей квартире, а с Энн и Полом. Он подслушивает их ссору, вызванную тем, что из-за строптивого поведения Энтони им пришлось отменить отпуск в Италии. Энн защищает отца и высказывает готовность идти на жертвы. Пол остаётся с Энтони один в комнате и ругает за то, что тот мешает всем жить, намекая на то, что он давно тут лишний. Спустя некоторое время сцена в сериале повторяется, однако на второй раз Пол даёт ему несколько пощёчин. Энтони напуган и начинает плакать. Судя по тому, что Пол напуган не меньше, можно догадаться, что вся сцена являлась плодом воображения Энтони.
Энтони просыпается у себя в квартире и выходит из неё, оказываясь в больничном коридоре. Он вспоминает, как навещал Люси в больнице и её окровавленное лицо. После этого он просыпается в совершенно другой спальне и видит ту самую незнакомую женщину, которая ему представилась как Энн ранее. Он догадывается, что это медсестра, и она подтверждает его догадку: она действительно медсестра, и её зовут Кэтрин. Он уже несколько недель находится в доме престарелых, куда его определила Энн. Пару месяцев назад она уехала в Париж и иногда, по выходным, навещает отца. Энтони горько плачет из-за неспособности понять, что происходит. В слезах Энтони зовет свою маму и просит забрать его из этого ужасного места, в котором он оказался. Он говорит медсестре, что «растерял все свои листики» и чувствует себя одиноким и никому не нужным.
Кэтрин обнимает старика и ласково говорит ему, что сейчас они оденутся и вместе пойдут гулять в парк. Она успокаивает его, как маленького ребёнка, и обещает, что все будет хорошо. Затем камера поворачивается к окну, в котором видны колышащиеся на ветру кроны деревьев.

## В ролях
| Актёр          | Роль                          |
| -------------- | ----------------------------- |
| Энтони Хопкинс | Энтони                        |
| Оливия Колман  | Энн                           |
| Оливия Уильямс | медсестра Кэтрин / мнимая Энн |
| Руфус Сьюэлл   | Пол                           |
| Марк Гэтисс    | медик Билл / мнимый Пол       |
| Имоджен Путс   | Лора/Люси                     |
| Айеша Дхаркер  | доктор Сараи                  |

## Награды и номинации
| Премия                         | Категория                            | Номинант                                                                          | Результат |
| ------------------------------ | ------------------------------------ | --------------------------------------------------------------------------------- | --------- |
| «Оскар»                        | Лучший фильм                         | Дэвид Парфитт, Жан-Луи Ливи, Филипп Каркассонн                                    | Номинация |
| «Оскар»                        | Лучшая мужская роль                  | Энтони Хопкинс                                                                    | Победа    |
| «Оскар»                        | Лучшая женская роль второго плана    | Оливия Колман                                                                     | Номинация |
| «Оскар»                        | Лучший адаптированный сценарий       | Кристофер Хэмптон, Флориан Зеллер                                                 | Победа    |
| «Оскар»                        | Лучший монтаж                        | Йоргос Лампринос                                                                  | Номинация |
| «Оскар»                        | Лучшая работа художника-постановщика | Питер Фрэнсис, Кэти Фэзерстоун                                                    | Номинация |
| «Золотой глобус»               | Лучший фильм — драма                 |                                                                                   | Номинация |
| «Золотой глобус»               | Лучшая мужская роль — драма          | Энтони Хопкинс                                                                    | Номинация |
| «Золотой глобус»               | Лучшая женская роль второго плана    | Оливия Колман                                                                     | Номинация |
| «Золотой глобус»               | Лучший сценарий                      | Флориан Зеллер, Кристофер Хэмптон                                                 | Номинация |
| BAFTA                          | Лучший фильм                         | Филипп Каркассонн, Жан-Луи Ливи, Дэвид Парфитт                                    | Номинация |
| BAFTA                          | Лучший британский фильм              | Флориан Зеллер, Филипп Каркассонн, Жан-Луи Ливи, Дэвид Парфитт, Кристофер Хэмптон | Номинация |
| BAFTA                          | Лучшая мужская роль                  | Энтони Хопкинс                                                                    | Победа    |
| BAFTA                          | Лучший адаптированный сценарий       | Кристофер Хэмптон, Флориан Зеллер                                                 | Победа    |
| BAFTA                          | Лучший монтаж                        | Йоргос Лампринос                                                                  | Номинация |
| BAFTA                          | Лучшая работа художника-постановщика | Питер Фрэнсис, Кэти Фэзерстоун                                                    | Номинация |
| Европейская киноакадемия       | Лучший европейский фильм             | «Отец»                                                                            | Номинация |
| Европейская киноакадемия       | Лучший режиссер                      | Флориан Зеллер                                                                    | Номинация |
| Европейская киноакадемия       | Лучший актёр                         | Энтони Хопкинс                                                                    | Победа    |
| Европейская киноакадемия       | Лучший сценарий                      | Кристофер Хэмптон, Флориан Зеллер                                                 | Победа    |
| «Выбор критиков»               | Лучшая мужская роль                  | Энтони Хопкинс                                                                    | Номинация |
| «Выбор критиков»               | Лучшая женская роль второго плана    | Оливия Колман                                                                     | Номинация |
| «Выбор критиков»               | Лучший адаптированный сценарий       | Кристофер Хэмптон, Флориан Зеллер                                                 | Номинация |
| «Выбор критиков»               | Лучший монтаж                        | Йоргос Лампринос                                                                  | Номинация |
| «Спутник»                      | Лучший фильм — драма                 |                                                                                   | Номинация |
| «Спутник»                      | Лучший режиссёр                      | Флориан Зеллер                                                                    | Номинация |
| «Спутник»                      | Лучшая мужская роль — драма          | Энтони Хопкинс                                                                    | Номинация |
| «Спутник»                      | Лучшая женская роль второго плана    | Оливия Колман                                                                     | Номинация |
| «Спутник»                      | Лучший адаптированный сценарий       | Кристофер Хэмптон, Флориан Зеллер                                                 | Победа    |
| «Спутник»                      | Лучший монтаж                        | Йоргос Лампринос                                                                  | Номинация |
| Премия Гильдии режиссёров США  | Лучший режиссёрский дебют            | Флориан Зеллер                                                                    | Номинация |
| Премия Гильдии киноактёров США | Лучшая мужская роль                  | Энтони Хопкинс                                                                    | Номинация |
| Премия Гильдии киноактёров США | Лучшая женская роль второго плана    | Оливия Колман                                                                     | Номинация |
| «Сезар»                        | Лучший иностранный фильм             |                                                                                   | Победа    |

## Интересные факты
- Фильм является режиссёрским дебютом Флориана Зеллера и поставлен по собственной пьесе 2012 года, которая с успехом ставилась в театрах.
- Это второй фильм, снятый по этой пьесе, первым был фильм Флорида[фр.] 2015 года с Жаном Рошфором.
- Энтони Хопкинс играет под собственным именем, Энтони. На приёме у врача он называет свою настоящую дату рождения — 31 декабря 1937 года, пятница.
- Энтони Хопкинс стал самым пожилым актёром, получившим «Оскар», — на момент победы ему было 83 года. Более того, он стал первым актёром, получившим второй «Оскар» в преклонном возрасте.
- На церемонии вручения «Оскара» Хопкинс не присутствовал, потому что не верил в победу в таком возрасте, — для него это стало большим сюрпризом. Позже он записал видео с благодарностью киноакадемии и фанатам.
- В марте 2022 года было объявлено, что фильм выйдет в повторный прокат в России[11].

## Критика
Российские интернет-издания о кинематографе поставили фильму высокие оценки. Так, Кирилл Горячок, «GQ.ru» считает, что «старческая деменция ещё никогда не была раскрыта в кино так, как в „Отце“. И последующие фильмы на эту тему обязательно будут сравниваться с блестящей работой Флориана Зеллера», а Иван Чувиляев, «Fontanka.ru» полагает, что это «образцовый, леденящий душу триллер. К тому же выполняющий исключительную функцию кино — он позволяет взглянуть на мир глазами больного, обессилевшего героя».